# Ouagadougou
Ouagadougou (výslovnost [wagadugu]) je hlavním a největším městem Burkiny Faso. S počtem obyvatel 2,4 milionu (v roce 2019) je zároveň správním, kulturním a ekonomickým centrem země. Název města se často krátí na Ouaga, jeho pravopis vychází z francouzského pravopisného systému běžného v bývalých francouzských koloniích v Africe.
Hlavním průmyslem Ouagadougou je potravinářství a textilní průmysl. Město je vybaveno mezinárodním letištěm, železničním spojení do Abidjanu v Pobřeží slonoviny a do Kayi na severu Burkiny a dálnicí do Niamey v Nigeru. Ve městě se nachází mnoho kin, nočních klubů a francouzských a amerických kulturních center. Nachází se zde jedna z největších tržnic v západní Africe, která v roce 2003 vyhořela, od té doby byla ale znovu otevřena s vylepším zázemím a zlepšenými opatřeními proti požáru. Mezi další zajímavosti patří Národní muzeum Burkiny Faso, palác Moro-Naba (místo konání tradiční ceremonie Moro-Naba), Národní muzeum hudby a několik trhů s řemeslnými výrobky. 
Průměrná denní teplota vzduchu se pohybuje kolem 25 °C v lednu a 27 °C v červenci. Leden je bez dešťových srážek. V červenci činí průměr kolem 205 mm. Nejdeštivějším měsícem roku je srpen s 280 mm srážek.

## Historie

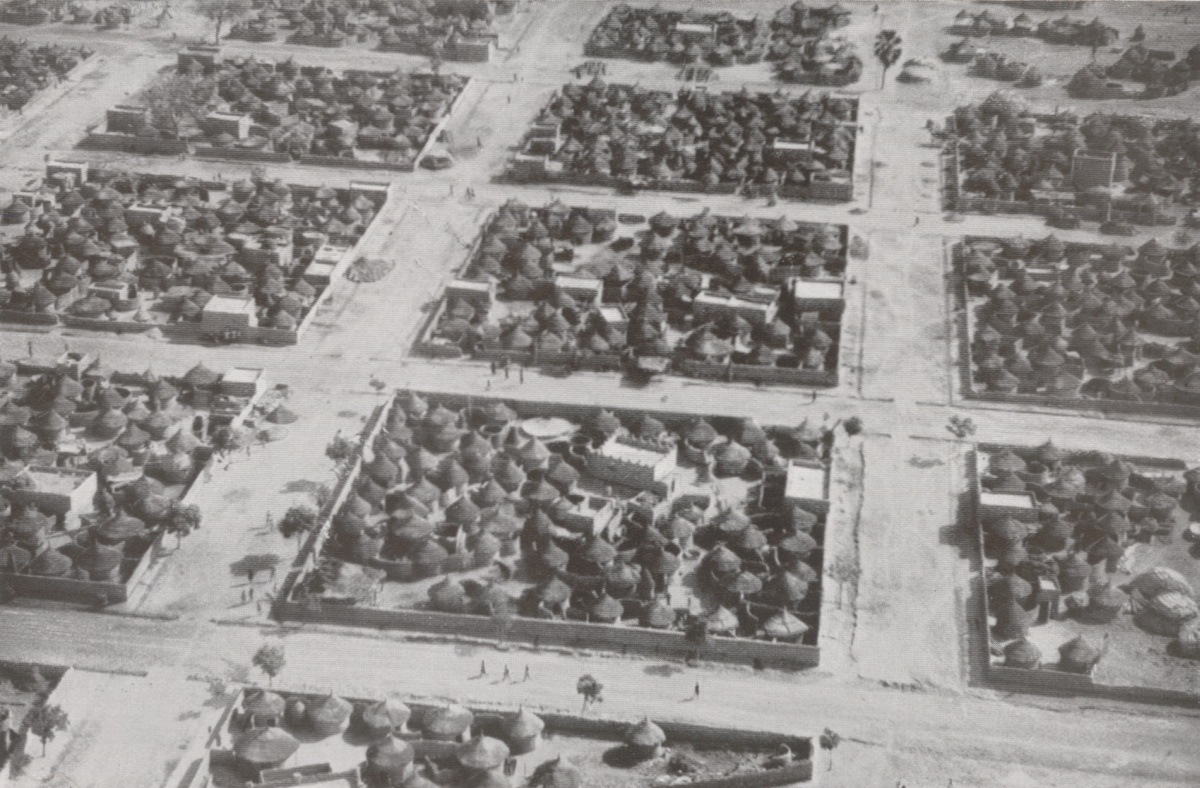
Ouagadougou v roce 1930

Jméno Ouagadougou se datuje od 15. století, kdy oblast obývaly kmeny Ninsi, které mezi sebou bojovaly v neustálém konfliktu až do roku 1441, kdy náčelník Wubri dovedl svůj kmen ke konečnému vítězství. On pak přejmenoval oblast z původního "Kumbee-Tenga" na Ouagadougo, což znamená "vesnice, kde žije náčelník". Dřívější název města zněl  Kombemtinga, což znamená "země princů".
Město se pak za vlády Naby Niandéfa stalo hlavním městem říše Mossiů a trvalým sídlem jejich císařů (Moro-NABA). Během koloniální éry prohlásila Francie Ouagadougou hlavním městem své koloniální oblasti Horní Volta, která se rozprostírala v podstatě na stejném území jako současný nezávislý stát Burkina Faso. V roce 1954 byla do města přivedena železniční trať z Pobřeží slonoviny. Populace Ouagadougou se od roku 1954 do roku 1960 zdvojnásobila, což si vyžádalo nutnou urbanistickou transformaci města. Na začátku 70. let 20. století vytvořil úředník Polycarpe Naré pod vedením generála Garanga obytnou zónu Petit Paris v oblasti Gounghin a obytnou čtvrť Bois, čímž došlo k rozšíření města podle moderních standardů. Počet obyvatel se následně zdvojnásoboval každých deset let: počátkem 90. let mělo město 500 000 obyvatel, v roce 2015 již více než 2,5 milionu. To vedlo k dalším urbanistickým projektům, jako byla čtvrť 1200 logements z éry prezidenta Sankary nebo čtvrť Ouaga 2000.
15. ledna 2016 zaútočili ozbrojenci vyzbrojení těžkými zbraněmi na restauraci Cappuccino a hotelu Splendid v centru města, při čemž bylo zabito 28 lidí a nejméně 56 jich bylo zraněno. Po vládním protiútoku bylo propuštěno celkem 176 držených rukojmích a byli zabiti tři pachatelé. Útok byl součástí rozsáhlého džihádistického povstání, které v zemi probíhá od roku 2015 a během kterého bylo na město zaútočeno ještě v letech 2017 a 2018.

## Správa města
První volby do zastupitelstev se v Ouagadougou konaly v roce 1956.

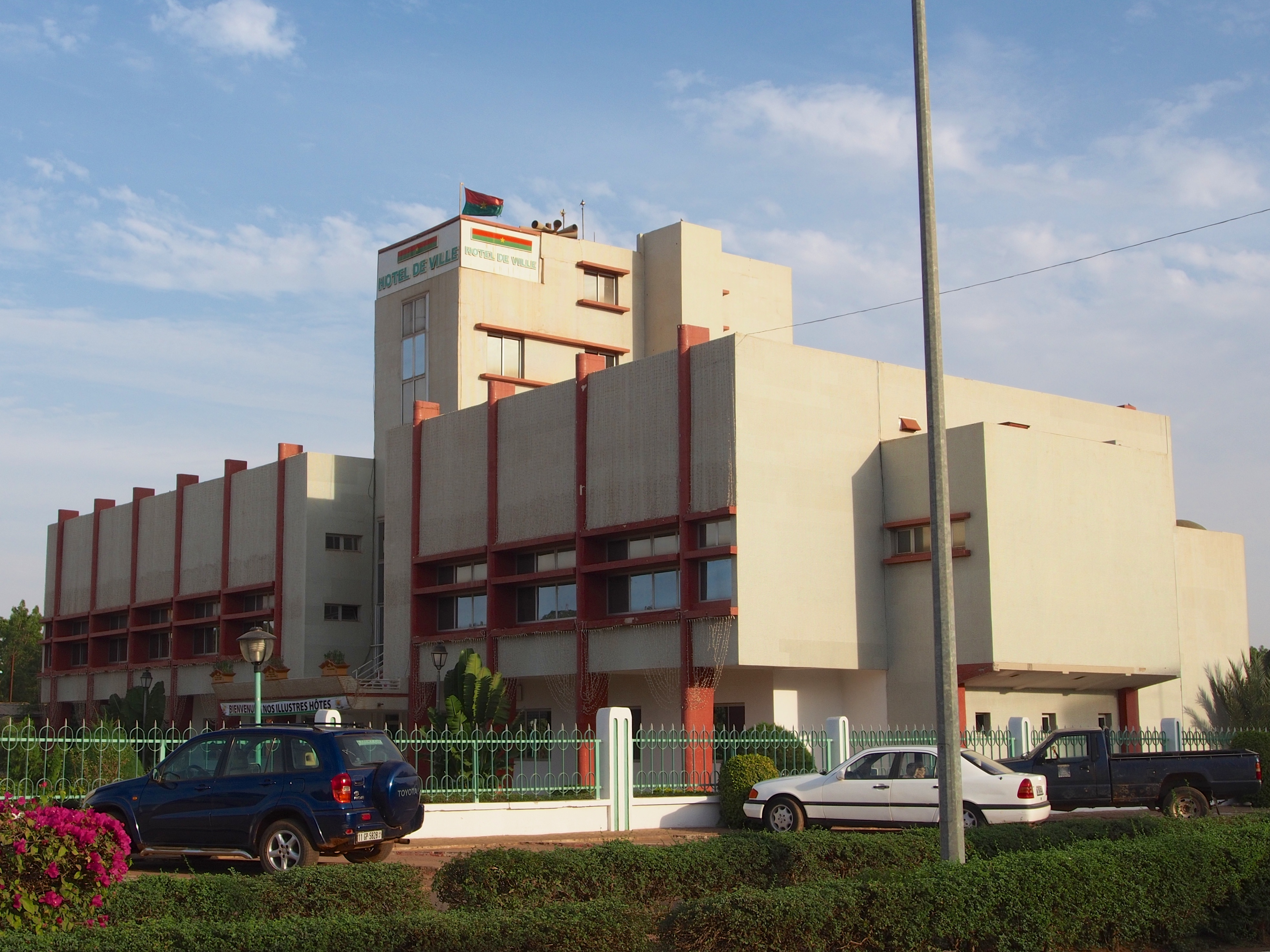
Městská radnice v Ouagadougou

Město je rozděleno do pěti arrondissementů, které dále sestávají z 30 sektorů, jež jsou dále členěny na čtvrti. Mezi nejznámější čtvrti Ouagadougou patří Gounghin, Kamsaoghin, Koulouba, Moemmin, Niogsin, Paspanga, Peuloghin, Bilbalogho a Tiendpalogo.
Obce v okolí hlavního města investovaly do rozsáhlých projektů městské správy. Je to z velké části proto, že Ouagadougou se díky pořádání SIAO (Mezinárodní veletrh umění a řemesel) a FESPACO (Panafrický filmový a televizní festival v Ouagadougou) považuje za kulturní centrum země. Kromě toho rostoucí blahobyt vesnic takové investice umožňuje a rychlý růst populace je činí nezbytnými.
| Arondissement | Počet obyvatel (2006) |
| ------------- | --------------------- |
| Baskuy        | 180 512               |
| Bogodogo      | 374 473               |
| Boulmiougou   | 366 182               |
| Nongremassom  | 188 329               |
| Sig-Noghin    | 163 859               |

## Doprava

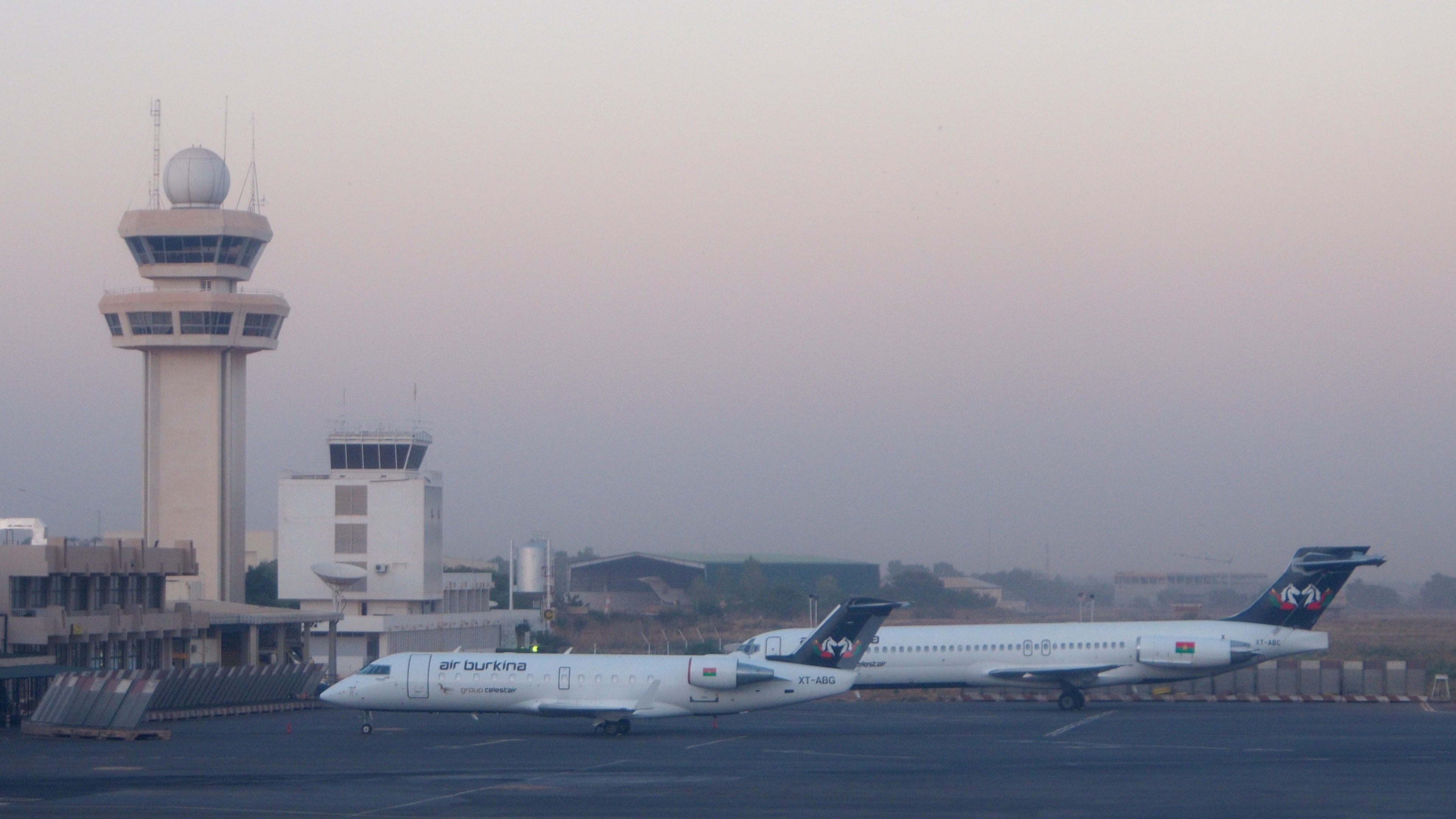
Mezinárodní letiště v Ouagadougou

### Letecká doprava
Mezinárodní letiště Thomase Sankary v Ouagadougou (kód OUA) zajišťuje letecké spojení s oblastmi západní Afriky a Evropy. Společnost Air Burkina má své ústředí v budově Immeuble Air Burkina v Ouagadougou.

### Železnice
Ouagadougou je napojeno osobní železniční dopravou na města Bobo-Dioulasso, Koudougou a na Pobřeží slonoviny. K červnu 2014 provozuje společnost Sitarail osobní vlakovou dopravu třikrát týdně na trase z Ouagadougou do Abidžanu. Nákladní doprava směřuje do města Kaya na severu země. V roce 2014 byly oznámeny plány na obnovení nákladní přepravy do dolu na mangan v oblasti Tambao s plánovaným zahájením provozu v roce 2016.

## Hospodářství

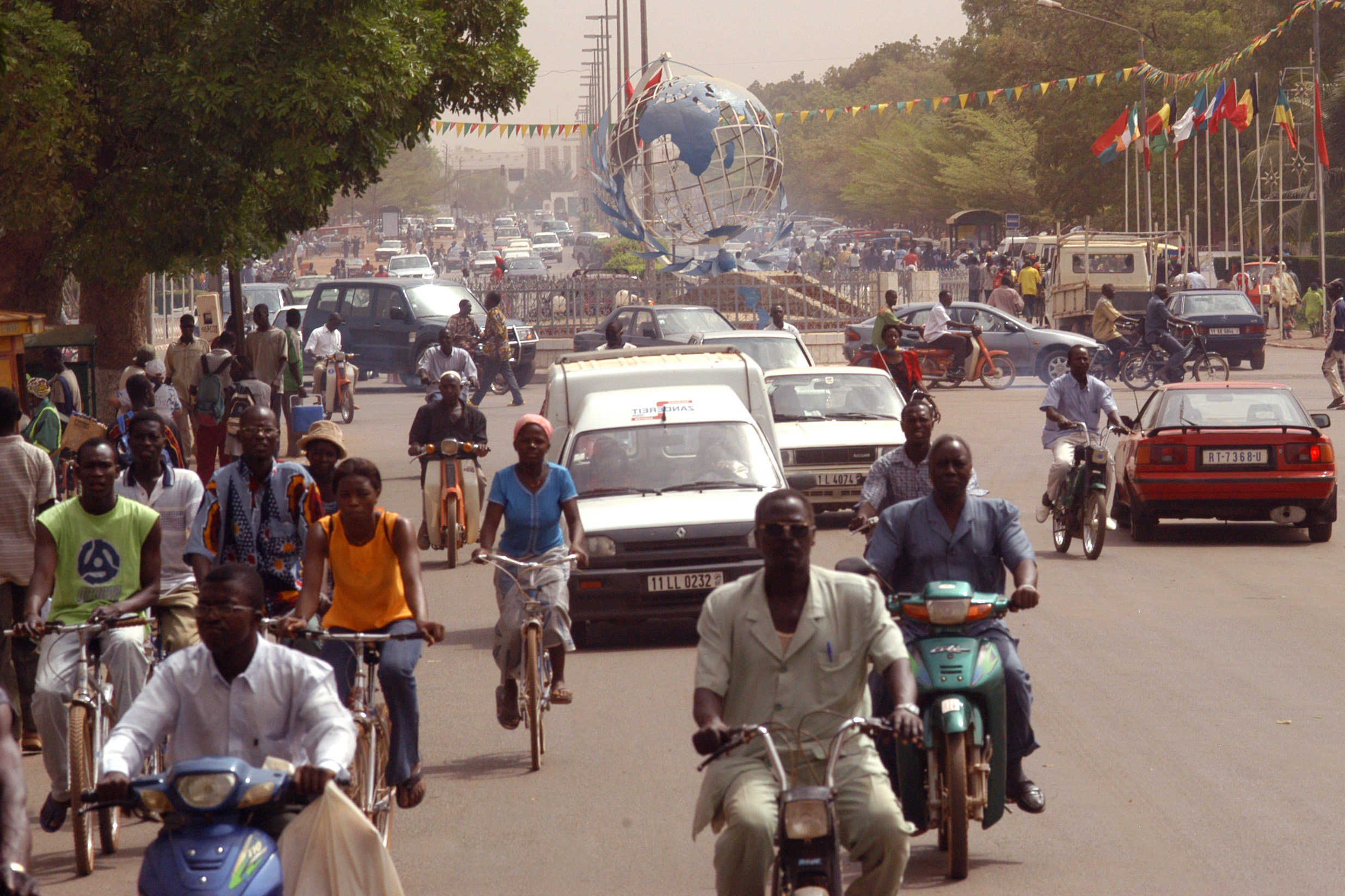
Rušné centrum města okolo náměstí Place de la Nation

Hospodářství Ouagadougou je založeno zejména na průmyslu a obchodu. Mnoho průmyslových zařízení se po získání nezávislosti Burkiny Faso přesunula z druhého největšího města Bobo-Dioulasso do Ouagadougou, což město učinilo důležitým průmyslovým centrem země. Průmyslové oblasti Kossodo a Gounghin jsou sídlem několika zpracovatelských závodů a továren. Průmysl je ve městě odvětvím pohánějící růst města, díky stěhování obyvatel z venkova za prací. V dílně Copromof v Ouagadougou se šije bavlněné spodní prádlo pro francouzskou značku „Atelier Augusti“.
Ouagadougou je rovněž důležitým obchodním centrem, jde o místo, kde se zboží shromažďuje a dále směřuje do venkovských oblastí. Díky velké spotřebitelské základně se do města ve velkém dovážejí zdroje energie, stavební suroviny, zemědělské i živočišné produkty.
Nemalou roli v Ougadougou hraje šedá ekonomika, který se vyznačuje drobnou výrobou zboží a pracovníky, kteří nemají nutně pravidelný plat. Šedá ekonomika je rozšířena a soustředěna zejména kolem trhů, hlavních silnic a v prodejnách v jednotlivých čtvrtích. Existují ale také příklady moderní ekonomických praktik, kde pracoviště zaměstnávají kvalifikovanou a stabilní pracovní sílu, nebo podniky tradičnějšího typu, jako jsou rodinné firmy.
Město je hlavním centrem terciárního sektoru v zemi. Nachází se zde mnoho bank, hotelů, restaurací, barů, ale také administrativních pracovních pozic.

## Kultura a památky

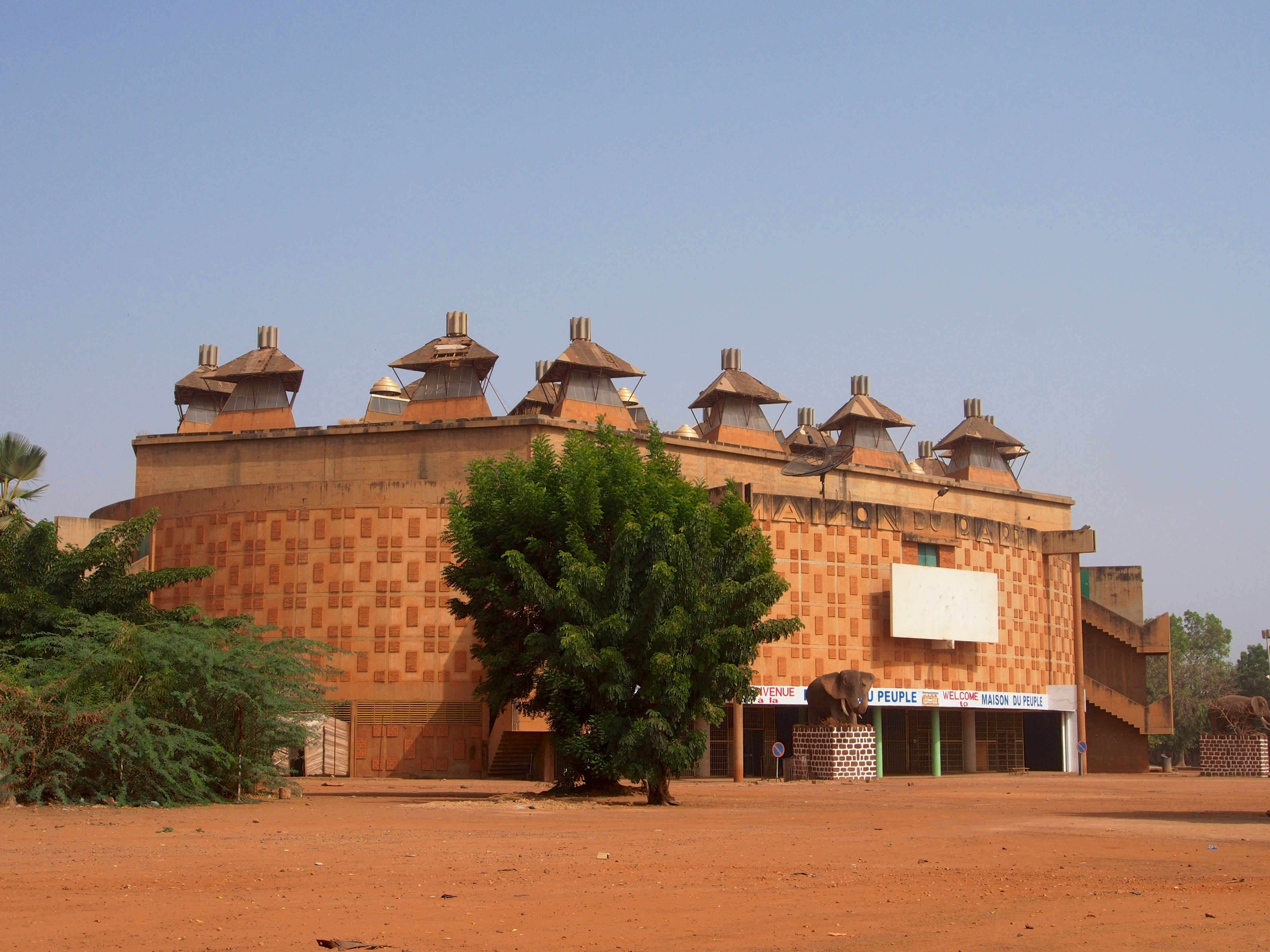
Divadlo Maison du peuple

V Ouagadougou se nachází řada kulturních a uměleckých zařízení, jako například Maison du Peuple a Salle des Banquets. Ve městě se konají vystoupení mnoha hudebních žánrů, včetně tradiční lidové hudby, moderní hudby a rapu.
- Národní hudební muzeum: vystavuje veškeré hudební nástroje používané v Burkině Faso.

- Muzeum Manega: prezentuje hudební nástroje Burkiny Faso, mušketové pušky etnika Mossiů a další kulturní předměty. Nachází se 55 km severozápadně od města.

- „Naba Koom“: socha ženy, která nalévá vodu z tykve. Šestimetrová socha je orientována směrem k nádraží a symbolicky vítá příchozí do města.

- „Laongo“: venkovní expozice nacházející se 30 km východně od města, představuje obrovské žulové bloky, na nichž pracovali sochaři z pěti kontinentů.

- „La Place du Grand Lyon“: památník symbolizující vztah mezi Ouagadougou a francouzským městem Lyon. Nachází se poblíž francouzského kulturního centra George Méliès a dominuje mu mohutná socha lva.

- Zoologická zahrada „Parc Animalier de Ziniaré“: situována 30 km východně od města, v rodišti bývalého prezidenta Blaisea Compaorého.

### Umění a řemesla
V rámci města se pořádá několik mezinárodních festivalů a kulturních akcí, mimo jiné FESPACO (Panafrický filmový a televizní festival Ouagadougou), největší svého druhu v Africe, dále SIAO (Mezinárodní veletrh umění a řemesel), FESPAM (Panafrický hudební festival), FITMO (Mezinárodní festival divadla a loutky) a FESTIVO.

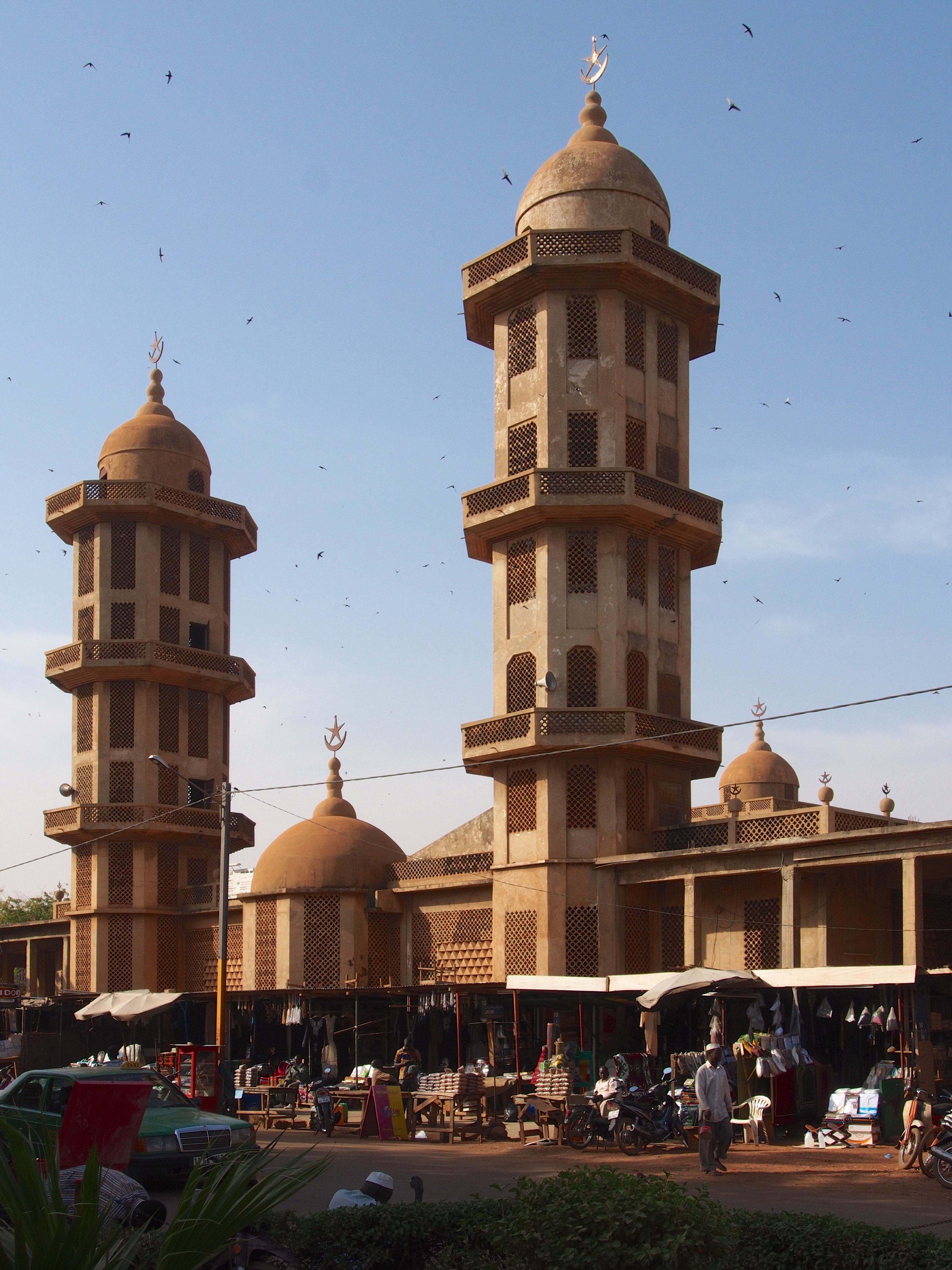
Velká mešita

### Náboženské stavby
Nejrozšířenějšími místy bohoslužeb ve městě jsou muslimské mešity. Kromě nich se zde nachází i mnoho křesťanských kostelů, mezi něž patří římskokatolická arcidiecéze v Ouagadougou, sjednocená reformovaná evangelická církev Burkiny Faso (člen Světového společenství reformovaných církví), církev Božích shromáždění, Deeper Life Bible Church a Mezinárodní evangelizační centrum.

## Zdravotnictví
V Ouagadougou se nacházejí jak státní, tak soukromé nemocnice. Dvěma státními zdravotnickými zařízeními ve městě jsou Centre hospitalier national Yalgado Ouedraogo (CHNYO) a Centre hospitalier national pédiatrique Charles de Gaulle (CHNP-CDG). Přesto si však místní obyvatelstvo ve velké míře může dovolit pouze tradiční místní léčitelství a tzv. pharmacopée, tedy používání rostlinných a přírodních léčiv.

## Sport
Obyvatelé Ouagadougou se věnují široké škále sportů, včetně fotbal, basketbalu a volejbalu. Místní úřady v těchto sportech pořádají různé turnaje a sportovní akce. Domovským stadionem hlavního fotbalového týmu města Étoile Filante de Ouagadougou je Stade du 4-Août.

## Osobnosti
- Malika Outtara (* 1993), aktivistka, básnířka slam poetry
- Dango Outtara (* 2002), fotbalista
- Serge Oulon (* 1986), novinář, režisér
- Edmond Tapsoba (* 1999), fotbalista
- Ezé Wendtoin (* 1991), hudebník a aktivista známý pod přezdívkou Ezé
- Hugues Fabrice Zango (* 1993), atlet (trojskok)

## Partnerská města
- Leuze-en-Hainaut, Belgie[7]
- Čeng-čou, Čína[8]
- Bordeaux, Francie[9]
- Grenoble, Francie[10]
- Lyon, Francie[11]
- San Miniato, Itálie
- Turín, Itálie
- Kumasi, Ghana
- Douala, Kamerun
- Québec, Kanada
- Kuvajt, Kuvajt
- Tchaj-pej, Tchaj-wan[12]
- Briton Ferry, Wales[13]